# Giordano (costellazione)
Il Giordano (Jordanus in latino) era una costellazione introdotta dall'olandese Petrus Plancius sul suo globo celeste del 1612 che raffigurava l'omonimo fiume della Terrasanta. Proprio come un fiume, nasceva nelle vicinanze della coda dell'Orsa Maggiore, nella zona occupata attualmente dai Cani da Caccia. L'astronomo tedesco Jakob Bartsch scrisse nel suo Usus Astronomicus (1624) che questo fiume celeste traeva origine da due sorgenti, Jor e Dan, caratteristica illustrata su molte carte celesti, ma, stranamente, non su quella dello stesso Bartsch. Continuando la sua corsa attraverso il cielo boreale, il Giordano scorreva tra l'Orsa Maggiore e il Leone, attraversando quelli che oggi sono il Leone Minore e la Lince, prima di trovare la foce presso la testa dell'Orsa, nelle vicinanze della Giraffa, un'altra delle costellazioni introdotte da Plancius. Come avvenne per altre costellazioni di Plancius, il Giordano non fu rappresentato nella celebre Uranographia di Johann Elert Bode e fu ben presto dimenticato.